# Соколов, Александр Юрьевич (хоккеист)
Алекса́ндр Ю́рьевич Соколо́в (род. 8 октября 1957, Смышляевка, Куйбышевская область) — советский хоккеист, российский тренер.

## Биография
Родился в 1957 году в посёлке вблизи Куйбышева. Игровую карьеру начал в куйбышевском СКА, команде Приволжского военного округа. С 1979 по 1989 годы выступал в составе казанского Спортклуба имени Урицкого (первая лига чемпионата СССР), закончил игровую карьеру в других клубах из Татарстана — альметьевском «Нефтянике» и нижнекамском «Нефтехимике».
Там же в 1995 году начал тренерскую карьеру. В сезоне 1998/1999 под его руководством «Нефтехимик» вышел в плей-офф чемпионата Суперлиги. В дальнейшем в основном являлся главным тренером клубов ВХЛ и МХЛ — молодёжного клуба из Нижнекамска «Нефтехимик-2» (2005/2006, 2009—2012, 2013—2017, с 2009 называется «Реактор»), кирово-чепецкой «Олимпии» (2006/2007), лениногорского «Нефтяника» (2008/2009), пензенского «Дизеля» (2012/2013), карагандинской «Сарыарки» (2017/2018), с 2018 года возглавлял штаб самарского ЦСК ВВС, 19 октября 2020 года вернулся в Караганду, возглавив «Сарыарку», а с 23 января 2021 года — «Кыран», представляющий город в Казахстанской молодёжной лиге. После сезонного перерыва стал главным тренером выступающих в Первенстве ВХЛ команд «Феникс» (Казань), а с 22 февраля 2023 года — «Челны» (Набережные Челны).